# 元町車站 (兵庫縣)
元町站（日语：／ Motomachi eki */?）是一個位於兵庫縣神戶市中央區，屬於西日本旅客鐵道（JR西日本）與阪神電氣鐵道的鐵路車站。阪神電氣鐵道的車站編號為HS 33。
JR西日本的月台位於元町高架通、阪神電氣鐵道的月台位於元町通二丁目。

## 車站構造

### JR西日本

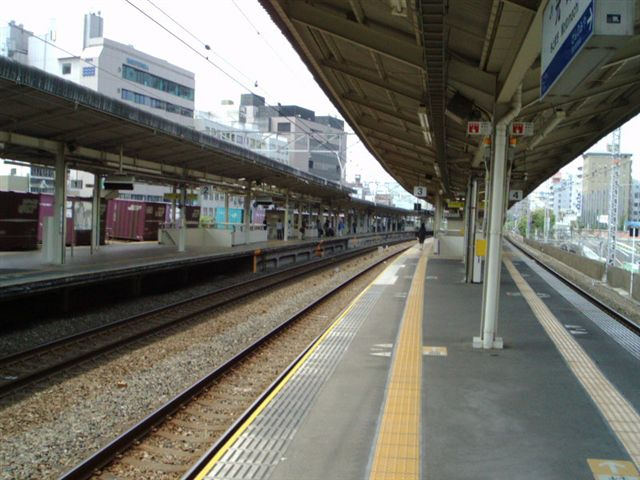
JR元町站月台

島式月台2面4線的高架車站。

#### 月台配置
| 月台 | 路線     | 方向（軌道）   | 目的地                 | 備註                   |
| ---- | -------- | -------------- | ---------------------- | ---------------------- |
| 1    | JR神戶線 | 下行（外側線） | 西明石、姬路方向       | 平日早上快速的部分列車 |
| 2    | JR神戶線 | 下行（內側線） | 西明石、姬路方向       |                        |
| 3    | JR神戶線 | 上行（內側線） | 三之宮、尼崎、大阪方向 |                        |
| 4    | JR神戶線 | 上行（外側線） | 三之宮、尼崎、大阪方向 | 早上快速的部分列車     |

#### 配線圖
| ← 三之宮、大阪方向 | JR元町站配線略圖 | → 神戶、姬路方向 |
| 图例 参考文献：    |                  |                  |

### 阪神電氣鐵道

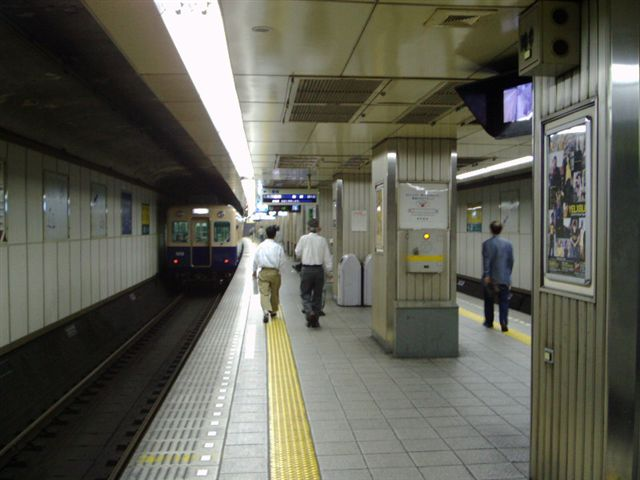
阪神電氣鐵道元町站月台

島式月台1面2線的地底車站。

#### 月台配置
| 月台 | 路線       | 方向 | 目的地                           |
| ---- | ---------- | ---- | -------------------------------- |
| 1    | 本線       | 上行 | 尼崎、大阪梅田、難波、奈良方向   |
| 2    | 神戶高速線 | 下行 | 高速神戶、新開地、明石、姬路方向 |

## 使用情況
- JR西日本

2017年度的每日上下車人次為46,840人，是JR西日本所有車站中第17位，在新快速列車通過車站當中僅次於茨木站排行第2位。兵庫縣內的JR西日本車站次於三之宮站、神戶站、明石站、姬路站排行第5位。
- 阪神電氣鐵道

2017年度的每日上車人次為8,962人。
2016年度，本線33個車站當中排行第14位（第13位是深江站，第15位是千船站）。 
- 神戶高速鐵道

2017年度1日上車人次為5,945人。
近年的1日平均上車人次如下表。
| 年度               | JR西日本          | 阪神電車          |
| 年度               | 一日平均 上車人次 | 一日平均 上車人次 |
| ------------------ | ----------------- | ----------------- |
| 1999年（平成11年） | 39,782            |                   |
| 2000年（平成12年） | 40,206            |                   |
| 2001年（平成13年） | 40,497            |                   |
| 2002年（平成14年） | 41,466            |                   |
| 2003年（平成15年） | 43,214            |                   |
| 2004年（平成16年） | 44,302            | 7,945             |
| 2005年（平成17年） | 45,093            | 7,876             |
| 2006年（平成18年） | 46,991            | 7,825             |
| 2007年（平成19年） | 47,971            | 7,781             |
| 2008年（平成20年） | 48,787            | 8,170             |
| 2009年（平成21年） | 47,870            | 8,047             |
| 2010年（平成22年） | 47,998            | 8,575             |
| 2011年（平成23年） | 48,438            | 8,663             |
| 2012年（平成24年） | 49,236            | 8,726             |
| 2013年（平成25年） | 49,907            | 8,808             |
| 2014年（平成26年） | 47,568            | 8,142             |
| 2015年（平成27年） | 48,327            | 8,314             |
| 2016年（平成28年） | 47,182            | 8,718             |
| 2017年（平成29年） | 46,840            | 8,962             |

## 相鄰車站
西日本旅客鐵道
 JR神戶線（東海道本線）
■新快速
通過
■快速、■普通
三之宮（JR-A61）－元町（JR-A62）－神戶（JR-A63）
阪神電氣鐵道
 本線、 神戶高速線

■直通特急（A直特）、■S特急
神戶三宮（HS 32）－元町（HS 33）－高速神戶（HS 35）
■直通特急（B直特）、■特急、■快速急行（六、日、假期只限3班上行）、■■普通
神戶三宮（HS 32）－元町（HS 33）－西元町（HS 34）
- A直特的種類顯示色為紅色。B直特的種類顯示色為黃色。後者於阪神神戶三宮－板宿之間各站停車。

## 外部連結
- 元町｜車站資訊：JR出門網 - 西日本旅客鐵道
- 元町（路線圖、車站資訊） - 阪神電氣鐵道